# Орхус (велосипедный клуб)
Орхусский велоклуб (дат. Cykle Klubben Aarhus, CK Aarhus) — датский любительский велосипедный клуб, расположенный в Орхусе. Клуб является членом Датского союза велосипедистов и подчиняется законам, правилам и положениям союза.

## История клуба
Орхусский велоклуб был основан в 2005 году в результате слияния клубов Aarhus Cykle Klub и Cycling Aarhus. Клуб ведёт свою историю от своих клубов-прародителей с 1917 года и является один из крупнейших велосипедных клубов Дании.

## Деятельность клуба
Клуб активно развивает велоспорт и предлагает разнообразные программы для участников всех возрастов и уровней подготовки. Он представляет собой активное сообщество велосипедистов, предлагающее широкий спектр возможностей для тренировок и участия в соревнованиях.
Велоклуб активно занимается как трековым, так и шоссейным велоспортом, а также велокроссом.
До 2023 года у клуба была элитная команда DCU, Team JS.dk.

## Тренировочные программы
Тренировки по велоспорту на треке проходят на Aarhus Cyklebane, который является одним из трёх велотреков в Дании. Каждый год клуб организует тренировочную гонку Aarhus Rundt и кроссовую гонку Grote Prijs CK Aarhus.
CK Aarhus предлагает широкий спектр тренировок:
- Шоссейный велоспорт: 4-5 групп для взрослых и 1-2 группы для детей и юношества.
- Велокросс и грэвел: Тренировки проводятся осенью и зимой.
- Zwift и спиннинг: Занятия в помещении в зимний период, что позволяет поддерживать физическую форму в холодное время года.

## Социальные мероприятия
Клуб активно организует различные социальные мероприятия, такие как клубные вечера, лекции, праздники. Эти мероприятия способствуют созданию дружеской атмосферы среди участников.

## Членство
CK Aarhus предлагает несколько видов членства:
- Активное членство для взрослых
- Членство для детей и юношества
- Лицензионное членство
- Пассивное членство для поддержки клуба

Члены клуба могут участвовать в соревнованиях и получать доступ к специальным тренировочным программам.
В клубе состоят около 400 активных участников, включая детей и взрослых от 8 до 80 лет.

## Специальные инициативы
Клуб поддерживает инициативы для семей с детьми. Например, одинокие родители могут подать заявку на получение «фритидспас» от муниципалитета Орхуса, который покрывает расходы на спортивные занятия для детей до 18 лет до 1000 крон.